# Aglaia Morávková
Aglaia Morávková (* 10. června 1936, Chrudim, Československo) je bývalá česká herečka žijící ve Švédsku.

## Životopis
Narodila se v Chrudimi. Její otec byl Ferdinand Morávek, chrudimský zlatník a také uznávaný učitel tance. V dětství vyrůstala s třemi sourozenci Adrienou, Consuellou a bratrem Ferdinandem. V mládí byla přijata na DAMU a ihned po jejím ukončení ztvárnila svoji nejznámější filmovou roli v pohádce O medvědu Ondřejovi, kde ztvárnila úlohu princezny Blanky. Stále angažma získala v Jihočeském divadle v Českých Budějovicích a později Východočeském divadle v Pardubicích. Mezi lety 1961–1968 byla herečkou Městských divadel pražských.
Provdala za scénografa Jindřicha Duška. Její manžel byl přítelem režiséra Alfréda Radoka. V roce 1968 se za ním vydali na pracovní návštěvu do Švédska. Po okupaci Československa se zpátky do Československa již nevrátili.

## Filmografie
- O medvědu Ondřejovi (1959) – princezna Blanka
- Ve světě kolejí (1960)
- Na laně (1963) – Olinka